# Giorgio Furlani
Giorgio Aronne Furlani (Milano, 25 maggio 1979) è un dirigente d'azienda e dirigente sportivo italiano, amministratore delegato della squadra di calcio AC Milan.

## Biografia
Secondogenito, dopo la sorella Silvia, di Paolo Furlani e Adriana Turri, è studente presso il Liceo Scientifico dell'Istituto Salesiano S. Ambrogio di Milano; in seguito si laurea alla Bocconi poi consegue un Master in Business Administration alla Harvard Business School. Inizia la sua carriera alla Lehman Brothers e successivamente passa all'Apollo Management. Nel 2010 entra alla Elliott Management con il ruolo di portfolio manager e nel 2018 entra a far parte del Consiglio di Amministrazione di AC Milan come Consigliere. Nel dicembre 2022 è nominato Amministratore Delegato di AC Milan prendendo il posto di Ivan Gazidis.